# 拉坎敦山脈
拉坎敦山脈是北美洲的山脈，位於危地馬拉貝登省和墨西哥恰帕斯州，最高點海拔高度636米，該山脈在中生代白堊紀時期形成。

## 外部連結
- Parkswatch.org （页面存档备份，存于）